# John Cole (historiker)
John Cole, född 1792, död 1848, var en engelsk boksäljare och antikvarie. Han var en produktiv författare och aktiv i Northamptonshire och Yorkshire. Han var oförmögen att bli framgångsrik i olika näringsverksamheter och dog i fattigdom.

## Fotnoter
1. 1 2  Aaron Swartz, Open Library, Open Library-ID: OL2430555A, läst: 9 oktober 2017.[källa från Wikidata]
2. 1 2  CERL Thesaurus, Consortium of European Research Libraries, CERL: cni00079867, läst: 9 oktober 2017.[källa från Wikidata]
3. 1 2  Colin Matthew (red.), Oxford Dictionary of National Biography, Oxford University Press, 2004, ODNB-ID: 5854.[källa från Wikidata]
4. ↑  Henry Richard Tedder, Cole, John, Dictionary of National Biography, 1885–1900.[källa från Wikidata]